# Hyperion Pictures
Pour les articles homonymes, voir Hyperion.
Hyperion Pictures est une société de production de cinéma américaine fondée en 1984 par Tom Wilhite, ancien directeur de production pour le cinéma et la télévision de Walt Disney Productions. La société possède une filiale, Jambalaya Studios, qui a produit des séries d'animation comme Cool Attitude (The Proud Family).
Malgré ses nombreux liens et son nom proche de certaines filiales du groupe, Hyperion Pictures n'est pas une filiale de la Walt Disney Company mais son catalogue appartient à Disney.

## Historique
La société est fondée en 1984 par Tom Wilhite et Willard Carroll (en) comme une société de production de films en prises de vues réelles et d'animation. Tom Wilhite est un ancien président des studios cinématographiques et télévisuels de Disney tandis que Carroll est un scénariste et réalisateur.
En 1998, la société produit le film  La Carte du cœur pour Miramax. Le 9 décembre 1998, elle signe un accord avec Showtime afin de développer un téléfilm basé sur la série de livres à succès Bad News Ballet.
Le 5 octobre 1999, Hyperion, avec le dessinateur/réalisateur Bruce Smith, lance une coentreprise nommée Jambalaya Studios pour produire des émissions destinées à un public noir. Le 22 septembre 2002, Hyperion Pictures a décidé de se développer dans un mémoire et une série de romans pulp dans la production de longs métrages.
Le studio est inactif depuis 2007, mais leur site Web a récemment été mis à jour en 2019, où il était en construction. Il est ensuite rétabli en 2020.

## Filmographie

### Longs métrages
- Le Petit Grille-pain courageux (1987, avec Walt Disney Pictures)
- The Runestone (1990)
- Homère le roi des cabots (Rover Dangerfield, 1991)
- Bébé's Kids (1992)
- L'Araignée malice (The Itsy Bitsy Spider, 1992)
- Chair de poule (1995-1998)
- La Carte du cœur (Playing by Heart, 1998)
- Le Petit Grille-pain courageux : À la rescousse (1998)
- Le Petit Grille-pain courageux : Objectif Mars (1999)
- The Tangerine Bear: Home in Time for Christmas! (2000)
- The Adventures of Tom Thumb and Thumbelina (2002)
- 3-Way (2004)
- The Proud Family Movie (2005)
- Marigold (2006)
- The Oz Kids Movie (2026)

## Television series
- Amazing Stories (1985–1987) - Season 2, Episode 16: "The Family Dog" (1987, with NBC, Universal Television, Amblin Entertainment and The Kushner-Locke Company)
- Life with Louie (1995–1998, with FOX)
- The Adventures of Hyperman (1995–1996, with CBS)
- Happily Ever After: Fairy Tales for Every Child (1995–1999, with HBO)
- The Oz Kids (1996, with ABC)
- Bone Chillers (1996, with ABC)
- ARK, the Adventures of Animal Rescue Kids (1997–1998, with Discovery Kids)
- The Proud Family (2001–2005, with Jambalaya Studios and Disney Channel)
- Da Boom Crew (2004, with Jambalaya Studios and Kids' WB!)